# 欣斯代爾 (新罕布夏州普查規定居民點)
欣斯代爾（英語：Hinsdale）是位於美國新罕布什爾州切希爾縣的普查規定居民點。

## 人口
根據2020年美國人口普查的數據，欣斯代爾的面積為6.21平方千米，當中陸地面積為6.02平方千米，而水域面積為0.19平方千米。當地共有人口1485人，而人口密度為每平方千米239.13人。